# Dominique Lecourt
Dominique Lecourt (Parijs, 5 februari 1944 - aldaar, 1 mei 2022) was een Frans filosoof, wiens werk zich vooral toespitst op wetenschapsfilosofie en marxisme. Zijn wetenschapsfilosofie is voornamelijk geïnspireerd op Franse auteurs als Gaston Bachelard en Georges Canguilhem, terwijl zijn marxistisch ideeëngoed afkomstig is van zijn leermeester, Louis Althusser.
Hij heeft vooral werken geschreven waarin hij het oeuvre van auteurs als Bachelard en Canguilhem herleest vanuit een expliciet marxistisch kader. Juist als bij Althusser verbindt hij ideeën van Bachelard, zoals de epistemologische breuk en epistemologische obstakels, met de notie van ideologie en de idee van marxisme als wetenschap. In die zin geeft hij een materialistische herlezing van het werk van Bachelard. Door zijn vroege werken L'Épistemologie historique de Gaston Bachelard uit 1969 en Pour une critique de l'épistémologie uit 1972 (die in 1975 samen werden vertaald als Marxism and Epistemology) verkreeg het werk van Bachelard enige bekendheid binnen de Angelsaksische wereld. In het eerste werk introduceerde hij voor het eerst de term 'historische epistemologie', die later overgenomen is door andere auteurs, vooral in de Angelsaksische wereld (men spreekt van historical epistemology).
Lecourt paste zijn gedachtegoed ook op verschillende debatten toe, zoals de zaak rond Trofim Lysenko, de (Amerikaanse) theorie van intelligent design en de bio-ethiek.